# 瓦隆人
瓦隆人（法語：Wallons），又稱瓦隆尼亞人，主要分布於比利時南部瓦隆尼亚，現有人口353萬多人，居於比利時南部的瓦隆人多說法語，但在私領域仍說瓦隆語，與北方說荷蘭語的弗拉芒人相對；由於地理位置和歷史因素，瓦隆人在文化與社會上受法國影響深遠。

## 民族分布、人口與語言

### 名稱
瓦隆人為日耳曼人一支與凱爾特人混合形成的民族，所謂瓦隆出自於古日耳曼語中外人之意，用以稱呼當時的說凱爾特語和拉丁語的人。

### 民族分布

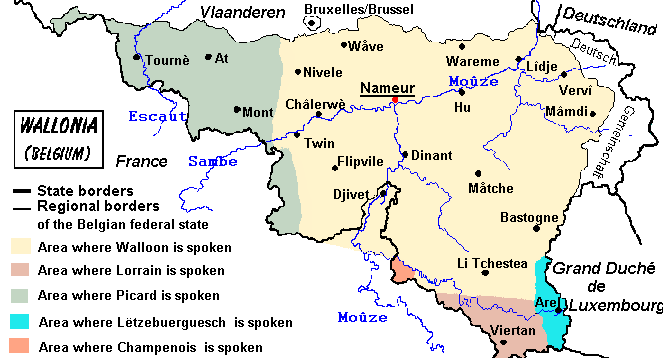
瓦隆大區行政區劃與語言使用分布

瓦隆人多分布於比利時南部瓦隆大区，部分散居在法國北部省和阿登省，另有少數遷居美國、加拿大和剛果民主共和国。瓦隆大區下轄埃諾省、列日省、盧森堡省、那慕爾省以及瓦隆布拉班特省五個省份，首府為那慕爾；瓦隆大區面積達16,844平方公里，佔比利時總面積的55％。

### 人口
瓦隆人口佔比利時總人口31％，約莫有3,536,813人。

### 語言
居於比利時南部的瓦隆人多說法語，與北方操荷蘭語之弗拉芒人相對。1932年比利時政府制定語言法，規定北方佛兰德以荷蘭語為法定語言，法語則為南方瓦隆尼亚法定語言，首都布魯塞爾採雙語並行；1963年進一步以邊界劃分法律規範出明確荷、法、德、雙語四語區界線。
。
儘管以法語作為法定語言，但部分瓦隆人在私領域仍說瓦隆語。瓦隆語為法語方言之一，同屬羅曼語族。

#### 瓦隆語
瓦隆語是罗曼語族奥依语的一支，使用于比利时瓦隆尼亞、法国北部与美国威斯康辛州的一些社区。

## 地理環境
瓦隆大区為瓦隆人主要分布地，地形平坦、偶有平緩丘陵，蘊含大量煤礦，使得該地區日後成為比利時鋼鐵冶金重鎮；默兹河流經瓦隆大區那慕爾、列日等地，南臨阿登森林，故本區擁有比利時大部分水與林木自然資源。
瓦隆大區列日省東部阿登谷地蘊含溫泉區，以斯帕（Spa）小鎮最為著名，自羅馬統治時代便引其礦物溫泉治療疾病，至此之後一直是歐洲權貴洗浴中心，水療（spa）一詞更得名自該地名。

## 歷史沿革
瓦隆人之祖先為居於高盧地區之比利其人。西元前57至52年，凱撒征服包含今日比利時在內之高盧地區凱爾特人諸部落後，建立高盧行省，羅曼語系之拉丁文成為當地主導文化與教育之語言；西元275年，日耳曼民族法蘭克人入侵高盧，羅馬帝國採懷柔政策，允許部分法蘭克人移入今比利時北部與西部地區，羅馬化的比利其人則移居羅亞爾、塞納河和斯海尔德河一帶，致使比利時境內出現北部受日耳曼民族影響、南部以高盧-羅馬人為主之語言與文化分界。

### 南北語言分界
自凱撒征服高盧以來，隨著羅馬軍隊駐紮，拉丁語成為當地主要語言，直至275年法蘭克人移入，才使得比利時北部成為西日耳曼語通行地，爾後發展為弗拉芒语和荷蘭語，而南方則繼續由高盧-羅馬人佔有，拉丁語和當地高盧方言混融後，逐漸演變為中古法語，亦即瓦隆人多數口操之語言。西元十世紀法蘭德斯地區成為法蘭西王國重要伯爵國，以法語為行政語言，即使在使用弗拉芒語之地區，法語也被視為是象徵社會階級和文化水準之語言；勃艮第王朝以來，由於受到法語主流文化影響，比利時地區以法語為文化與行政語言，無論在北部法蘭德斯地區、南方瓦隆尼亞地區，使用法語都被視為是菁英、布爾喬亞和時尚文化的象徵，而弗拉芒語則被看作是中下階級之語言。

### 弗拉芒運動與瓦隆運動
自中世紀起法語一直是比利時地區之優勢語言，直至1830年比利時獨立建國才有所轉變，同時激發南北弗拉芒人與瓦隆人之對立。19世紀浪漫主義興起，歐洲盛行提倡民族語言之風潮，比利時獨立後以法語作為官方語言，激起北方弗拉芒人之不滿，發起弗拉芒运动試圖爭取荷語和法語並行，有感於北方日漸高漲之弗拉芒意識，南方瓦隆人亦組織瓦隆运动，試圖捍衛「法語階級」之既得特權，並保護法蘭德斯地區法語人口之權益。南方瓦隆尼亞地區擁有豐厚之工業資源，再加上西元1885年比利時進佔剛果，成立剛果自由邦，至1908年正式併入國土，瓦隆尼亞地區之煤鋼及傳統工業受益於殖民地的大量煤礦原料，使瓦隆尼亞地區晉升為19世紀全歐最先進的工業區之一。在經濟上大幅領先北方荷語區，瓦隆人輕視北方不諳法語之弗拉芒人為「法蘭德斯佬」（Flamingants）。

### 第一次世界大戰與戰間期
第一次世界大戰的爆發加深弗拉芒人與瓦隆人之對立。瓦隆运动雖為對抗弗拉芒運動而發起，但基本上是以國家認同為出發點，在「我是瓦隆人，但首先是比利時人」的前提下，不願比利時走向種族分裂的道路。德國在佔領比利時時期扶植激進派弗拉芒人，以親德為條件換取弗拉芒運動政治實體化，親德派發起戰線運動，反對不諳荷語卻指揮荷語區部隊之將領；瓦隆運動則在朱尔·德斯特雷領導下越發激烈，在《給國王的一封信》中宣稱「根本沒有比利時國，但確有瓦隆尼亞和法蘭德斯」，應積極推動聯邦自治，並且親製瓦隆旗幟，設立瓦隆節，推動本土藝術和文化運動。由於歐洲經濟衰退，戰間期民族運動一度暫緩，但隨著經濟復甦，北方法蘭德斯工業進展神速，相較之下南方瓦隆尼亞地區卻因工業設備老舊、自由經濟又受政府干預而受挫，致使工業和經濟優勢開始出現南北逆轉；北方經濟躍進與工黨茁壯，使得工人與中小企業家支持弗拉芒運動，荷語地位逐步提升，於1932年透過區域法將比利時分為荷語區法蘭德斯、法語區瓦隆尼亞與雙語區布魯塞爾。

### 第二次世界大戰與皇室問題
1940年德軍再次入侵比利時，部分激進派弗拉芒人與德國進行協商，而瓦隆人則屬抗德一方；戰後親德派弗拉芒人受到懲處，出現不少誤判情況，引起弗拉芒人對瓦隆人之不滿，也造成瓦隆人產生認為「弗拉芒佬」對國家不忠不義之印象。再者，瓦隆人極力反對比利時國王利奧波德三世復位，因其在第二次世界大戰時期並未隨政府流亡英國，而是流於德占區並與希特勒商議關於比軍戰俘問題，更於停戰後被德軍帶往奧地利，此舉引發爭議，是謂「国王问题」；相較於瓦隆尼亞地區，荷語區居民支持國王復位，最終透過公投結果由復位方獲勝，但瓦隆尼亞地區爆發多起流血抗議行動，並決定組成臨時政府，致使利奧波德三世遜位其子博杜安。政治上皇室問題激化南北對峙，而經濟上瓦隆尼亞地區因經濟轉型越漸沒落，相較之下法蘭德斯地區透過國際投資、金融業等越趨現代化，取代南方老式工業區；由於經濟地位改變，法蘭德斯地區運用政治影響力推動憲政改革，陸續推動荷語成為法蘭德斯地區唯一官方語言、荷語憲法等，終於1993年透過修憲使比利時走向聯邦制。

## 社會、家庭與婚姻
由於歷史和地緣因素，瓦隆人深受法语文化影響，有別於北方與日耳曼文化接近之弗拉芒人，傳統上瓦隆人之社會組織和家庭文化皆與法國等同操羅曼語族者較為相近。
現代瓦隆人在社會活動上與當代比利時人別無二致，家庭組成以父母與孩子構成之核心家庭為主體，但也不乏與年長祖父母同居之情形；瓦隆社會普遍結婚年齡為25至30歲，近年來離婚與再婚率有上升趨勢，也漸為社會所接受。

## 產業與生活
比利時南部瓦隆大區為瓦隆人主要分布地，該地區煤礦資源豐富，擁有數以百計的煤礦場，以大奥尔尼、吕克树林、卡济耶森林和布莱尼四處礦場最為著名，構成一條長約170公里、寬3到15公里，由東到西橫亙比利時南部的富饒煤礦脈。豐富的煤礦資源賦予瓦隆人良好的工業發展基礎，不僅有助於比利時工業革命，表層和地下煤礦業亦成為瓦隆人賴以維生的重要產業，當地社會、經濟、工業和技術都與煤礦業習習相關。發展鋼鐵、玻璃和紡織工業，19世紀瓦隆尼亞地區成為重要製造業中心，然而隨著第二次大戰時期採煤場關閉和戰後傳統重工業衰弱，嚴重影響瓦隆人經濟，使得瓦隆人在1980年代晚期到1990年代早期比利時高失業率風暴下，所受打擊遠大於北方弗拉芒人。

## 信仰與習俗
瓦隆人普遍信仰天主教，並且擁有相當多樣的民俗節日，當中以班什狂欢节和瓦隆節最為著名。

### 班什狂歡節

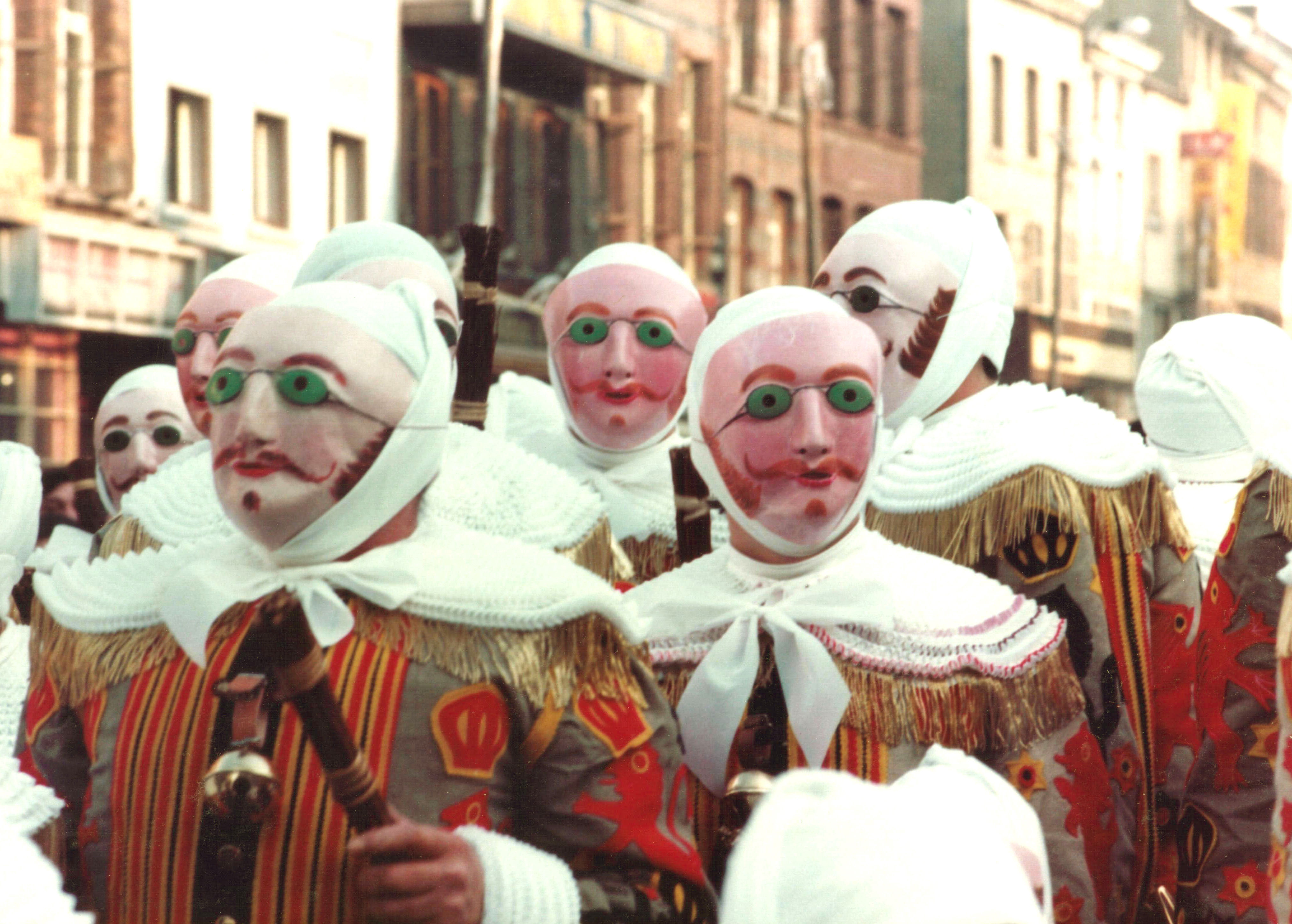
班什狂歡節

班什是一座建於中世紀的小城，位於[瓦隆大區中的埃諾省，以舉辦班什狂歡節而聞名；班什狂歡節是歐洲現存最早的街道狂歡節之一，可追溯至中世紀，其確切起源至今仍然不明，但有一流傳甚廣的傳說認為其起源和神聖羅馬帝國皇帝查理五世之妹瑪麗亞於西元1549年為歡迎其兄與外甥菲利浦二世來訪，特命居民沿街列隊欣賞貴客充滿異國風情和色彩繽紛的服裝有關。
班什狂歡節於每年大齋節前三天舉行。嘉年華的第一天是週日，戴著面具的人群擠滿大街小巷，而男子會身著奇異的女裝；最後一天則為週二，會有上百人裝扮成傳說人物吉勒（Gille），身穿紅、黃或黑色服裝，頭戴插著鴕鳥羽毛的帽子，腳踏木屐，配戴鈴鐺，戴著蠟質面具，隨鼓聲穿城而過，後面跟著滑稽小丑、農夫、銅管樂隊和狂歡人群組成熙熙攘攘的遊行隊伍。吉勒是班什狂歡節中最重要的人物，在遊行過程當中會向四周人群拋撒橘子，被拋出的橘子被視為是吉祥物，接到的人相傳能一年無災無難。班什狂歡節與法國尼斯、德國科隆和義大利威尼斯狂歡節並稱歐洲四大著名狂歡節，並於2003年列入聯合國教科文組織「人類口述和非物質文化遺產代表」。

### 瓦隆尼亚节
瓦隆尼亚节起源於西元1923年，由瓦隆愛國主義者發起以紀念1830年9月比利時獨立。瓦隆大區的各城市都會在9月份第三个星期日舉辦相關活動慶祝瓦隆節，但以瓦隆大區首府那慕爾所舉辦的慶典最為有名，其中最具代表性的活動是那慕尔高跷。

## 文學與藝術

### 文學
由於文化與地理位置相近影響，瓦隆人的文學作品大多由法語寫成，但其中也不乏有用本土之瓦隆語寫成的作品；19世紀是瓦隆文學的黃金時代，特別是在詩歌和戲劇領域，有許多期刊和劇院都是在此時期出版和建立。喬治·西默農是著名的瓦隆作家，因一系列以梅格雷探長（Jules Maigret）為主角的偵探小說而聞名，他是一位非常多產的作家，一生出版超過250部作品，並且被翻譯成50種語言，在全世界熱銷超過8億冊；除了偵探小說之外，喬治‧西默農也寫作心理小說、短篇故事集和自傳作品，他擅長運用嚴謹簡明的寫作風格，營造出神秘緊繃的氛圍。

### 美術
著名的現代瓦隆畫家有雷內·馬格利特和保羅·德爾沃兩位超現實主義大師，前者以《戴黑帽的男人》、《形象的叛逆》等聞名，後者代表作則有《森林的覺醒》（The Awakening of the Forest）等，作品常見裸女與骷髏。

## 現況
20世紀以前瓦隆尼亞地區是比利時鋼鐵和煤炭產業核心地區，但在兩次世界大戰後，傳統煤鐵工業迅速沒落，使得瓦隆人不再享有中世紀以來之經濟優勢。西元2012年瓦隆人均國內生產總值為2.61萬歐元，只比歐盟國家整體人均國內生產總值平均數2.58萬歐元略高一些；相較之下，弗拉芒人積極朝知識經濟轉型，加上鄰近荷蘭、德國等國，有助於汲取高科技技術和發展物流產業，致使法蘭德斯地區遠較瓦隆尼亞地區更能緊密地融入了整體歐洲經濟，弗拉芒人均國內生產總值為3.27萬歐元，法蘭德斯地區出口量更占比利時全年總出口量的82%。由於經濟衰退，西元1990年後瓦隆人一直飽受失業率所苦，較之於弗拉芒人6.3%的失業率，瓦隆人失業率高達15.4%，甚至高於比利時整體失業率之10.7%；正如過去弗拉芒人移居瓦隆尼亞地區以謀生，如今不少瓦隆人為求生計遷往布魯塞爾和法蘭德斯地區。
在教育上，法蘭德斯地區和瓦隆尼亞地區的教育水準出現嚴重的分歧，在2009年國際學生評估項目（Program for International Student Assessment，PISA）中，法蘭德斯地區的學生在經濟合作與發展組織國家中排名第6，而瓦隆尼亞地區只排名第23位；該項評估旨在衡量15歲的學生在閱讀、數學和自然科學三個領域的技能，也就是說，數百年來瓦隆人之政治、經濟、文化條件皆優於弗拉芒人的局勢已然逆轉。